# Герб Узина
Герб Узи́на — один з офіційних символів міста Узин Білоцерківського району Київської області.
Автори проекту герба Узина — С. Студзинський, Є. Чернецький.

## Опис і пояснення
Гербовий щит має чотирикутну форму з півколом в основі. У зеленому полі срібна підкова, увінчана золотою короною. Щит обрамований декоративним картушем i увінчаний срібною міською короною з трьома вежками.
У гербі використано зображення коронованої підкови, яке не тільки символізує знаменитий кінний завод графів Браницьких, добробут й багатство, але й нагадує про козацьке бойове минуле. Зелений колір поля символізує достаток й родючість степів. Узин зажив європейської слави через знаменитий кінний завод графів Браницьких, на якому вирощували прекрасних коней. Відомо, що в середині XIX століття Браницькі спеціально їздили до Аравії, щоб придбати там найкращих арабських скакунів для Узинського заводу.